# Sempron

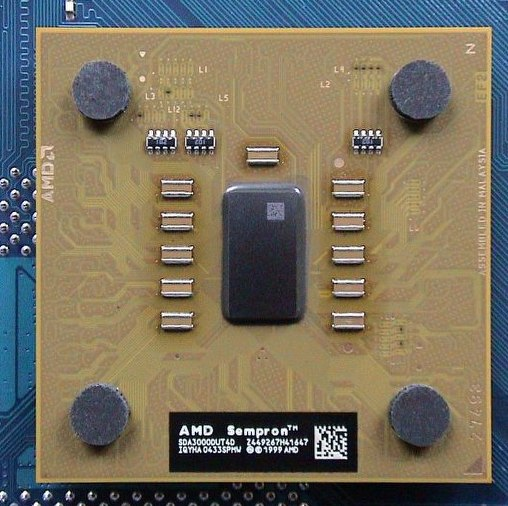
Socket-A Sempron 3000+ (Barton)

Sempron, выпущенный в 2004 году компанией AMD — низкобюджетный настольный ЦП, пришедший на замену процессору Duron и являющийся прямым конкурентом процессорам Celeron компании Intel.
При разработке его названия AMD использовало латинское слово semper, обозначающее всегда/каждый день, намекая, что основной нишей данного процессора являются простые приложения для повседневной работы.

## История разработки и выпуска
Первые Sempron были основаны на архитектуре Athlon XP и базировались на ядре Thoroughbred/Thorton. Эти модели предназначались для установки в разъём Socket A, имели 256 КБ кеша 2-го уровня и системную шину, работающую на частоте 166 МГц (FSB 333). Позднее, AMD выпустила Sempron 3000+, основанный на ядре Barton (512 КБ кэша 2-го уровня). С точки зрения аппаратной части, Sempron для Socket A являлся, по сути, переименованным процессором Athlon XP. C 2005 года AMD прекратила производство всех процессоров Sempron для Socket A.
Следующее поколение (ядро Paris/Palermo) уже базировалось на архитектуре Socket 754 Athlon 64. Отличия от процессоров Athlon 64 включали уменьшенный размер кэш-памяти (128 или 256 КБ кэша 2-го уровня), и отсутствие набора команд AMD64 в ранних моделях Sempron. Не считая этих отличий, Sempron для Socket 754 обладали всеми усовершенствованными возможностями более мощных процессоров Athlon 64, в том числе интегрированным в ядро процессора контроллером памяти, шиной HyperTransport и технологией AMD «NX bit».
Во второй половине 2005 года AMD добавила поддержку 64-бит (AMD64) в линейку Sempron. Чтобы отличать эту ревизию от предыдущих версий Sempron её часто называют «Sempron 64». Однако этот термин не является официальным и не используется в AMD. Выпуском бюджетного процессора с поддержкой 64-битной архитектуры, по планам AMD позволит расширить рынок 64-битных процессоров, который был достаточно узок на момент выхода «Sempron 64».
В 2006 году AMD анонсировала Socket AM2 линейку процессоров Sempron. По функциональности он аналогичен предыдущему поколению Sempron а основным отличием является использование встроенного контроллера памяти DDR2 SDRAM вместо DDR SDRAM. TDP стандартной версии остается на уровне 62 Вт, тогда как в новой «Energy Efficient Small Form Factor» версии он уменьшен до 35 Вт TDP. По состоянию на 2006 год AMD производила и продавала версии Sempron для Socket 754, Socket 939 и AM2. 65-нм процессоры компании: Athlon 64 X2 Black Edition, Athlon 64 X2 (кодовое имя Brisbane) и Sempron (Sparta) имеют коэффициент умножения, варьирующийся с шагом 0,5х, а не 1х, как у более ранних моделей. В первом квартале 2008 года компания выпустила на рынок одноядерный Sempron (Sparta) LE-1300 с частотой 2,3 Ггц и энергопотреблением в 45 Вт.

## Модели для Socket A

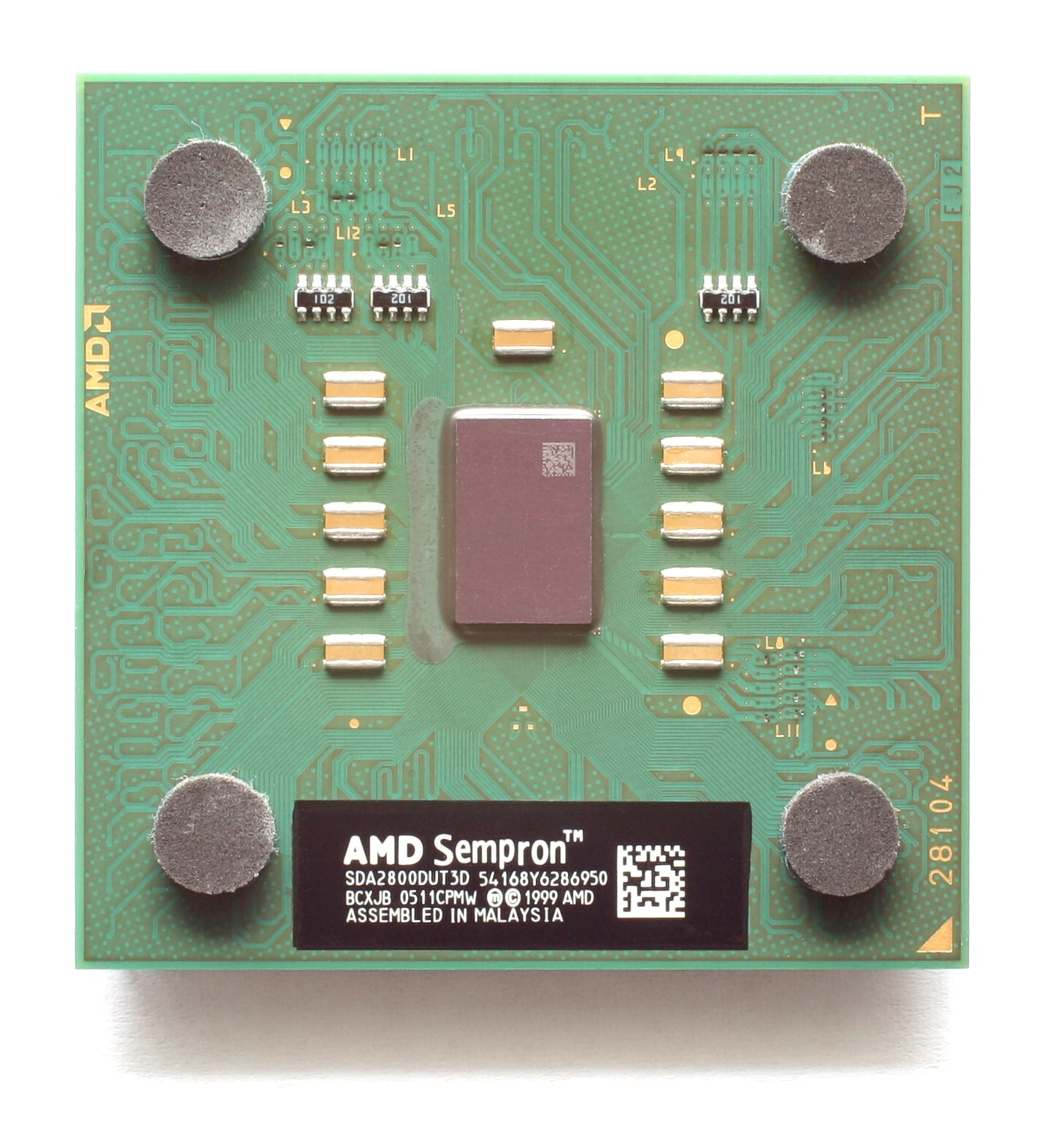
Sempron 2800+ (Thoroughbred)

### Thoroughbred B/Thorton (130нм)
- Кэш первого уровня: 64 + 64 КБ (данные + инструкции)
- Кэш второго уровня: 256 КБ, работающий на частоте ядра
- Поддержка MMX, 3DNow!, SSE
- Разъем: Socket A (EV6)
- Частота системной шины: 166 МГц (FSB 333)
- Напряжение ядра: 1,6 В
- Впервые представлен: 28 июля 2004
- Диапазон частот: 1500 МГц — 2000 МГц (от 2200+ до 2800+)

### Barton (130 нм)
- Кэш первого уровня: 64 + 64 КБ (данные + инструкции)
- Кэш второго уровня: 512 КБ, работающий на частоте ядра
- Поддержка MMX, 3DNow!, SSE
- Разъем: Socket A (EV6)
- Частота системной шины: 166 МГц — 200МГц(FSB 333—400)
- Напряжение ядра: 1,6 — 1,65 В
- Впервые представлен: 17 сентября 2004
- Диапазон частот: 2000—2200 МГц (3000+,3300+)

## Модели для Socket 754

### Paris (130 нмSOI)
- Кэш первого уровня: 64 + 64 КБ (данные + инструкции)
- Кэш второго уровня: 256 КБ, работающий на частоте ядра
- Поддержка MMX, 3DNow!, SSE, SSE2
- Расширенная антивирусная защита (NX bit)
- Интегрирован контроллер памяти DDR (одноканальный, с поддержкой ECC)
- Разъем: Socket 754, 800 МГц HyperTransport
- Напряжение ядра: 1,4 В
- Впервые представлен: 28 июля 2004
- Диапазон частот: 1800 МГц (3100+)
- Степпинг: CG (Part No.: *AX)

### Palermo (90 нмSOI)
- Ранние модели (степпинг D0) являлись урезанным «Oakville» mobile Athlon64
- Кэш первого уровня: 64 + 64 КБ (данные + инструкции)
- Кэш второго уровня: 128/256 КБ, работающий на частоте ядра
  - Кэш второго уровня 128 КБ (Sempron 2600+, 3000+, 3300+)
  - Кэш второго уровня 256 КБ (Sempron 2500+, 2800+, 3100+, 3400+)
- Поддержка MMX, 3DNow!, SSE, SSE2
- SSE3 поддерживается начиная со степпингов E3 и E6
- AMD64 в степпинге E6
- Cool'n'Quiet (Sempron 3000+ и выше)
- Расширенная антивирусная защита (NX bit)
- Интегрирован контроллер памяти DDR (одноканальный, с поддержкой ECC)
- Разъем: Socket 754, 800 МГц HyperTransport
- Напряжение ядра: 1,4 В
- Впервые представлен: Февраль 2005
- Диапазон частот: 1400—2000 МГц
- Степпинги: D0 (Part No.: *BA), E3 (Part No.: *BO), E6 (Part No.: *BX)

## Модели для Socket AM2

### Manila (90 нмSOI)
- Кэш первого уровня: 64 + 64 КБ (данные + инструкции)
- Кэш второго уровня: 128/256 КБ, работающий на частоте ядра
  - Кэш второго уровня 128 КБ (Sempron 2800+, 3200+, 3500+)
  - Кэш второго уровня 256 КБ (Sempron 3000+, 3400+, 3600+)
- Поддержка MMX, Extended 3DNow!, SSE, SSE2, SSE3, AMD64, NX bit, Cool'n'Quiet (3200+ и выше)
- Интегрирован контроллер памяти DDR2
- Разъем: Socket AM2, 800 МГц HyperTransport
- Напряжение ядра: 1,25/1,35/1,40 В (1,20/1,25 В для версии Energy Efficient SFF)
- Впервые представлен: 23 мая 2006
- Диапазон частот: 1600—2000 МГц
- Степпинг: F2 (Part No.: *CN, *CW)

### Sparta (65 нмSOI)
- Кэш первого уровня: 64 + 64 КБ (данные + инструкции)
- Кэш второго уровня: 128/256/512 КБ, работающий на частоте ядра
  - Кэш второго уровня 128 КБ (Sempron 3500+)
  - Кэш второго уровня 256 КБ (Sempron 3400+, 3600+, 3800+, LE-1100)
  - Кэш второго уровня 512 КБ (LE-1300, LE-1250, LE-1200, LE-1150(256 kb))
- Поддержка MMX, Extended 3DNow!, SSE, SSE2, SSE3, AMD64, Cool'n'Quiet, NX bit
- Интегрирован контроллер памяти DDR2
- Разъем: Socket AM2, 800 МГц HyperTransport
- Напряжение ядра: 1,25/1,35/1,40 В (1,20/1,25 В для версии Energy Efficient SFF)
- Впервые представлен: 5 декабря 2007
- Диапазон частот: 1800—2300 МГц
- Степпинг: G1
  - 3800+ 2200 МГц
  - 3600+ 2000 МГц
  - 3500+ 2000 МГц
  - 3400+ 1800 МГц
  - LE-1300 2300 МГц
  - LE-1250 2200 МГц
  - LE-1200 2100 МГц
  - LE-1150 2000 МГц
  - LE-1100 1900 МГц

## Модели для Socket AM2+, AM3

### Sargas (45 нмSOI)
- Кэш первого уровня: 64 + 64 КБ (данные + инструкции)
- Кэш второго уровня: 1024 КБ, работающий на частоте ядра
- Поддержка MMX, Extended 3DNow!, SSE, SSE2, SSE3, SSE4a, AMD64, AMD-V, Cool'n'Quiet, NX bit
- Интегрирован контроллер памяти DDR2, DDR3
- Разъем: Socket AM2+, 800 МГц, Socket AM3, 1333 МГц HyperTransport
- Напряжение ядра: 1,10/1,35 В, тепловыделение до 45 Вт.
- Впервые представлен: -
- Диапазон частот: 2600—2800 МГц

Примечание: Ядро Sargas, по сути это двухъядерный кристалл Regor c отключенным одним ядром. На кристалле Regor, производятся процессоры Athlon II X2. Кристалл заблокирован на заводе изготовителе. Если отключенное ядро не повреждено, то оно поддается удачной разблокировке с помощью системной платы с функцией типа ACC. Таким образом, процессор Sempron на ядре Sargas с успешной активацией второго ядра, по программам типа CPU-Z становится полноценным Athlon II X2 с уже истинным ядром Regor